# آزاده اخلاقی
آزاده اخلاقی (زاده ۱۳۵۷ در شیراز)
عکاس و کارگردان ایرانی در زمینه تاریخ و دانش‌آموخته دانشگاه RMIT ملبورن استرالیا و همسر محسن نامجو است.

## فعالیت حرفه‌ای

### به روایت یک شاهد عینی
«به روایت یک شاهد عینی» یکی از عظیم‌ترین پروژه‌های عکاسی است که در چند سال گذشته در ایران انجام شده است. حاصل این پروژهٔ سه ساله که با تحقیق بسیار همراه بود، ثبت هفده فریم با اجرای بسیار عالی و دقیق با جزئیات است.
این هنرمند صحنه مرگ اشخاصی را به تصویر کشیده که از صحنه مرگ آن‌ها هیچ گونه تصویری ثبت نشده است.
«به روایت یک شاهد عینی» شامل ۱۷ مرگ در تاریخ معاصر ایران است.
در این نمایشگاه لحظه مرگ این افراد نمایش شده است:
- جهانگیرخان صوراسرافیل و نصرالله ملک‌المتکلمین (۳ تیر ۱۲۸۷) - باغشاه، تهران
- کلنل محمدتقی‌خان پسیان (۱۵ مهر ۱۳۰۰) - تهران
- میرزاده عشقی (۱۲ تیر ۱۳۰۳) - مشهد
- محمد فرخی‌یزدی (۲۵ مهر ۱۳۱۸) - زندان قصر، تهران
- تقی ارانی (۱۴ بهمن ۱۳۱۸) - تهران
- آذر شریعت‌رضوی، مصطفی بزرگ‌نیا، احمد قندچی (۱۶ آذر ۱۳۳۲) - دانشکدهٔ فنی دانشگاه تهران، تهران
- فروغ فرخزاد (۲۴ بهمن ۱۳۴۵) - تهران
- محمد مصدق (۱۴ اسفند ۱۳۴۵) – احمدآباد، ایران
- غلامرضا تختی (۱۷ دی ۱۳۴۶) - هتل آتلانتیک، تهران
- صمد بهرنگی (۱۲ شهریور ۱۳۴۷) - رودخانه ارس، ایران
- مرضیه احمدی اسکویی (۶ اردیبهشت ۱۳۵۳) – تهران
- بیژن جزنی (۲۹ فروردین ۱۳۵۴) – تپه‌های اوین، تهران
- حمید اشرف (۸ تیر ۱۳۵۵) - مهرآباد جنوبی، تهران
- علی شریعتی (۲۹ خرداد ۱۳۵۶) - لندن
- محمود طالقانی (۱۹ شهریور ۱۳۵۸) - تهران
- مهدی باکری (۲۵ بهمن ۱۳۶۳) - جزیرهٔ مجنون، ایران
- سهراب شهیدثالث (۱۰ تیر ۱۳۷۷) - شیکاگو.

در اجرای این عکس‌ها گروه معروفی به وی یاری رسانده‌اند افرادی مثل ساسان توکلی‌ فارسانی (عکاس و مجری جلوه‌های بصری)، شهریار رحیمی راد (مجری جلوه‌های بصری) و ژیلا مهرجویی (طراح صحنه و لباس). همچنین تصویر غلامحسین ساعدی به دلایلی از این پروژه حذف گردید.

## جوایز و آثار
آزاده اخلاقی در رشته علوم رایانه‌ای تحصیل کرده اما به خاطر فعالیت و موفقیت چشمگیرش در زمینه هنرهای مفهومی شناخته شده است.
او از سال ۸۰ تاکنون نمایشگاه‌های مختلفی در ایران، ترکیه و استرالیا برگزار کرده است.
- جایزه بین‌المللی «اسکان» سازمان ملل UNHABITAT در حوزه عکاسی
- فیلم‌های کوتاه این هنرمند در جشنواره‌های اسلو و پوسان نمایش داده شده‌اند و مورد استقبال قرار گرفته‌اند.
- جایزه نخست و تقدیر به عنوان ارائه دهنده بهترین اثر در مسابقه «زنان و زندگی شهری».[۵]